# شعر دیجیتال
شعر دیجیتال (انگلیسی: Digital poetry)  شکلی از ادبیات دیجیتالی است که طیف وسیعی از رویکردهای شعر را با استفاده برجسته و حیاتی از رایانه نشان می دهد. شعر دیجیتال می تواند به صورت سی دی رام ، دی وی دی، به عنوان نصب در گالری‌های هنری ، در موارد خاص به صورت ویدئو یا فیلم دیجیتال، به صورت هولوگرام دیجیتال، در شبکه جهانی وب یا اینترنت و به عنوان برنامه های تلفن همراه در دسترس باشد.